# خوش‌خوان سرخاکی
خوش‌خوان سرخاکی (نام علمی: Euphonia anneae) نام یک گونه از سرده سهره‌های خوش‌خوان است.